# Carmo do Paranaíba (kommun)
Carmo do Paranaíba är en kommun i Brasilien.   Den ligger i delstaten Minas Gerais, i den sydöstra delen av landet, 400 km sydost om huvudstaden Brasília. Antalet invånare är 29 752.
Följande samhällen finns i Carmo do Paranaíba:
- Carmo do Paranaíba

Omgivningarna runt Carmo do Paranaíba är huvudsakligen savann. Runt Carmo do Paranaíba är det mycket glesbefolkat, med 4 invånare per kvadratkilometer.